# Megistostigma
Megistostigma é um género botânico pertencente à família Euphorbiaceae.

## Sinonímia
- Clavistylus J.J.Sm.

## Espécies
Composto por seis espécies:
| - Megistostigma burmanicum - Megistostigma cordatum - Megistostigma glabratum | - Megistostigma malaccense - Megistostigma peltatum - Megistostigma yunnanense |

## Nome e referências
Megistostigma Hook.f.